# Дзеркальце (оперення)

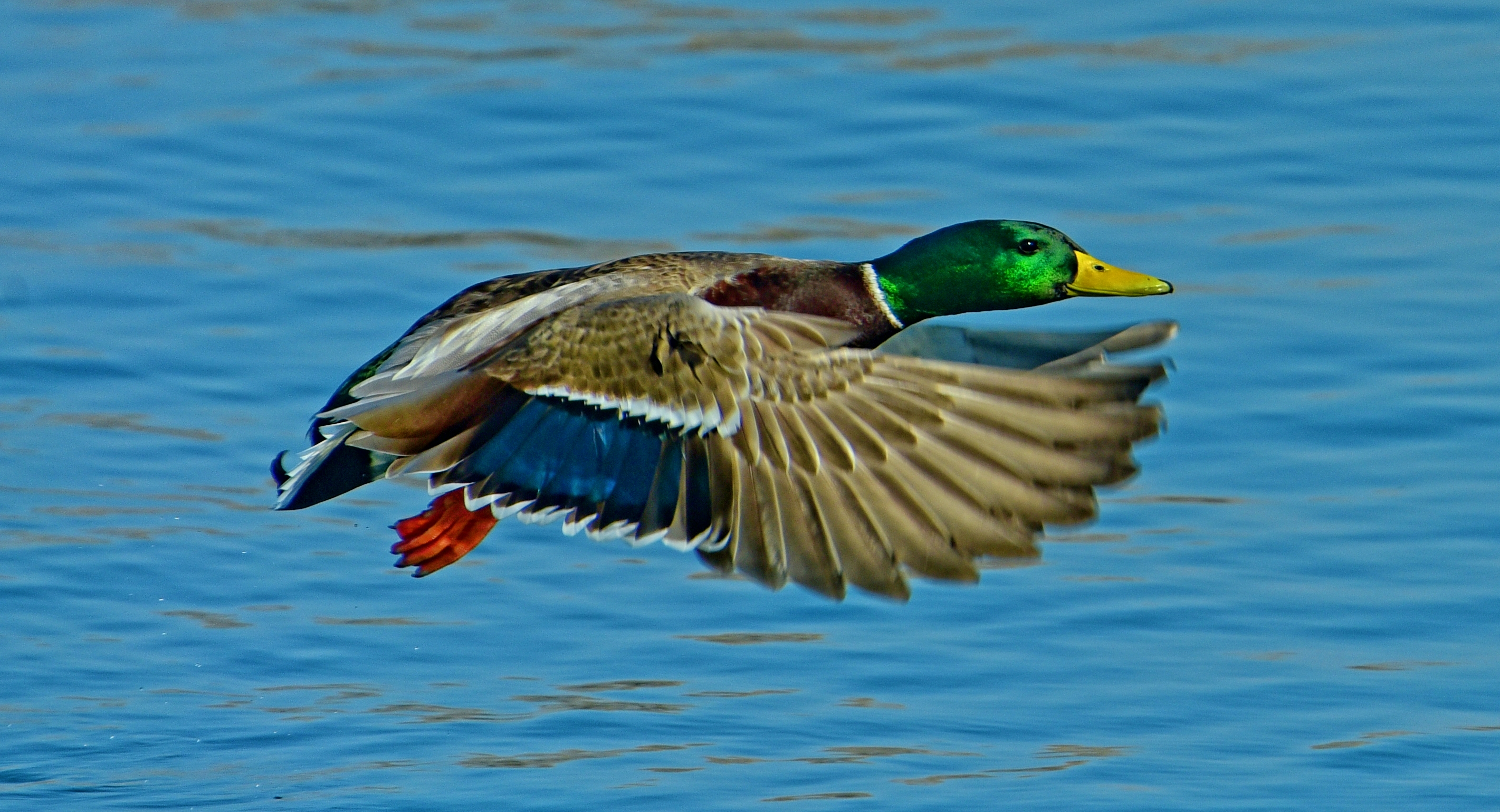
Самець крижня. Пір'я дзеркальця яскраво-блакитне з білими краями

Дзеркальце — це пляма, часто особливо забарвлена, на вторинних махових перах крила у деяких птахів. Вважають, що в численних багатовидових зграях яскраве дзеркальце спрямовує птахів до орієнтації на пару свого виду. Забарвлення дзеркальця може мати суттєве значення для визначення деяких видів у природі.
Прикладами кольорів дзеркальця у ряду качок є такі:
- Чирянка мала і американська: райдужно-зелений, облямований бежевим.
- Чирянка блакитнокрила: райдужно-зелений[3]. Загальна назва виду походить від небесно-блакитних покривних пер крила.
- Крижень індійський і крижень білошиїй: Райдужно-фіолетово-бронзова, з білим краєм[4].
- Крижень австралійський: райдужно-зелена, облямована світлим-бежевим.
- Крижень: райдужно-фіолетово-блакитна з білими краями[5].
- Крижень американський: райдужно-фіолетова облямована чорним кольором, може мати тонкий білий задній край.
- Шилохвіст: райдужно-зелений у самця і коричневий у самки, обидва з білим по задньому краю.
- Нерозень: Обидві статі мають білі внутрішні вторинні махові пера.
- Крижень жовтодзьобий: райдужно-зелена або блакитна, облямована білим[6].

Яскраві дзеркальця крил відомі також з ряду інших птахів; серед них є кілька папуг з роду амазон з червоними або помаранчевими дзеркальцями, хоча в цьому випадку кольори пігментні, а не райдужні.

## Галерея

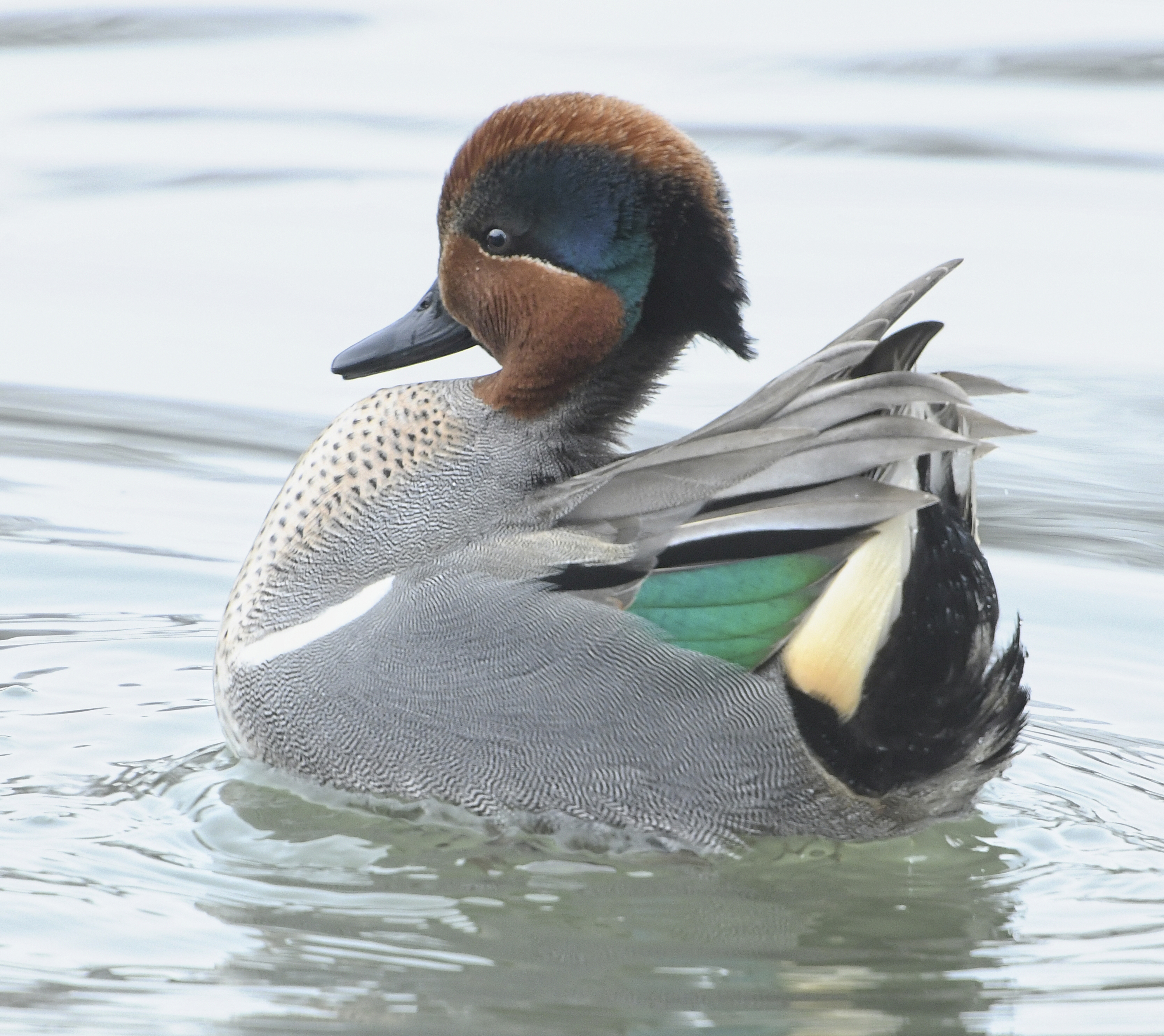
Чирянка американська: дзеркальце зелене
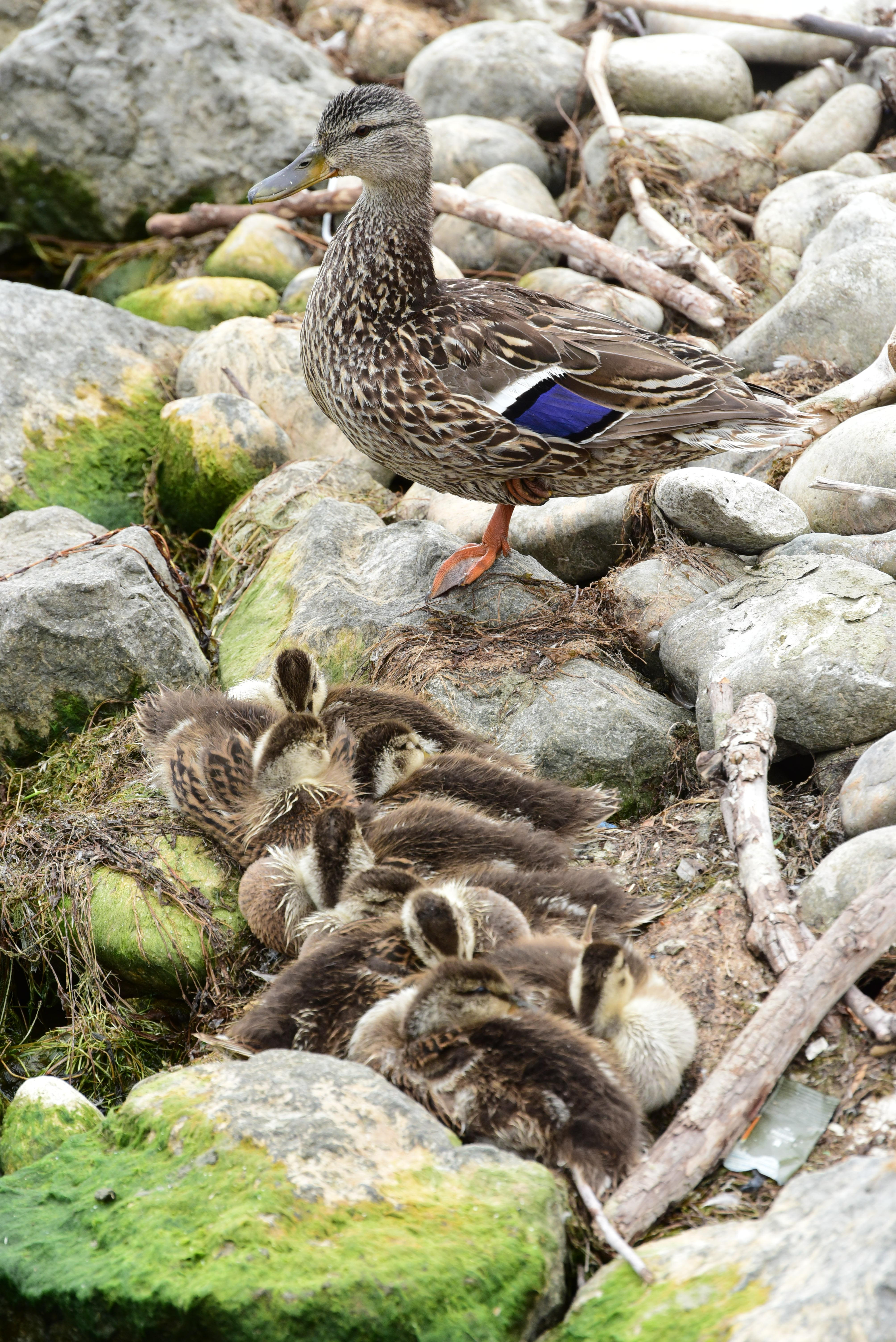
Самиця крижня: темно-синє з білою облямівкою
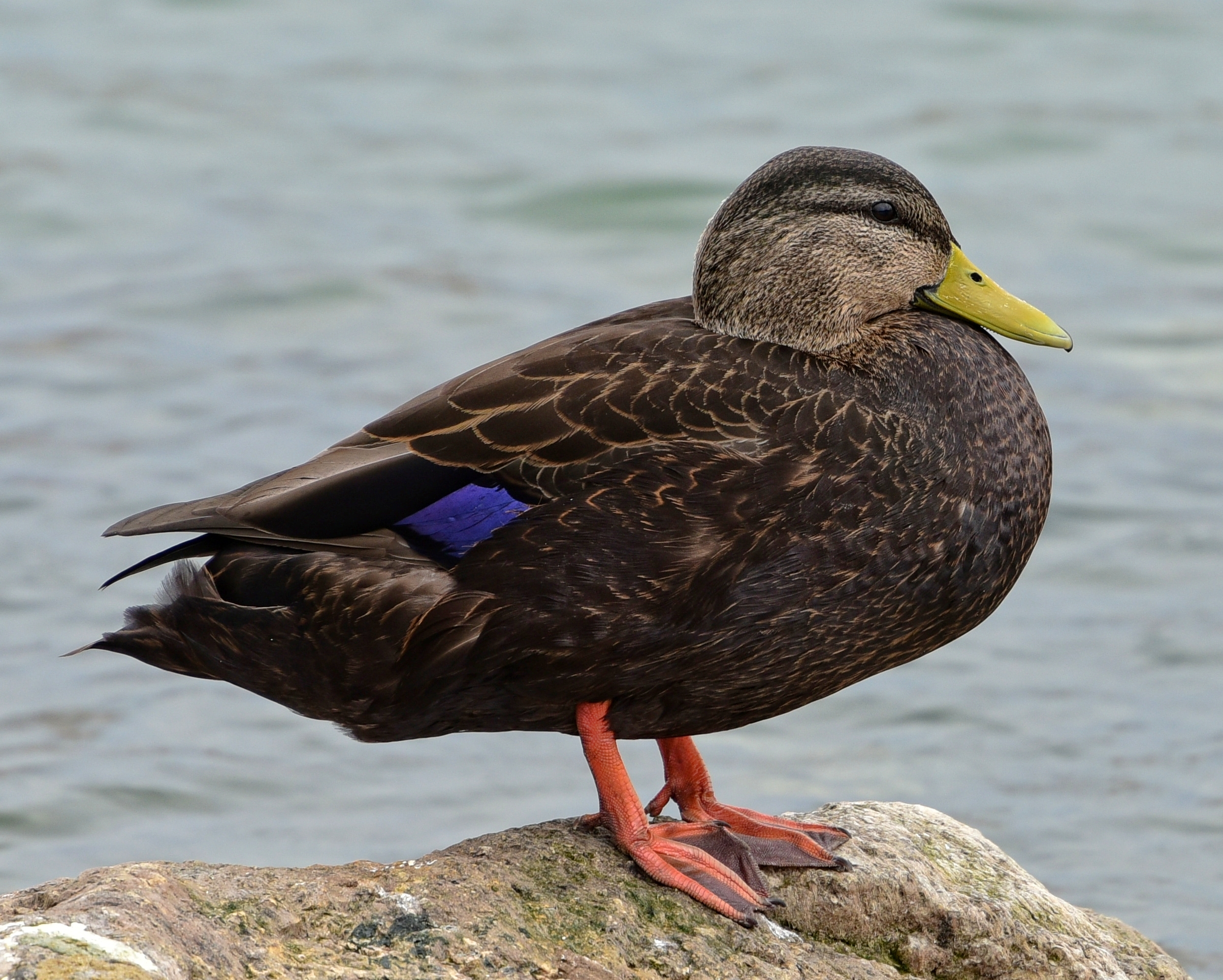
Крижень американський: темно-синє з чорною облямівкою
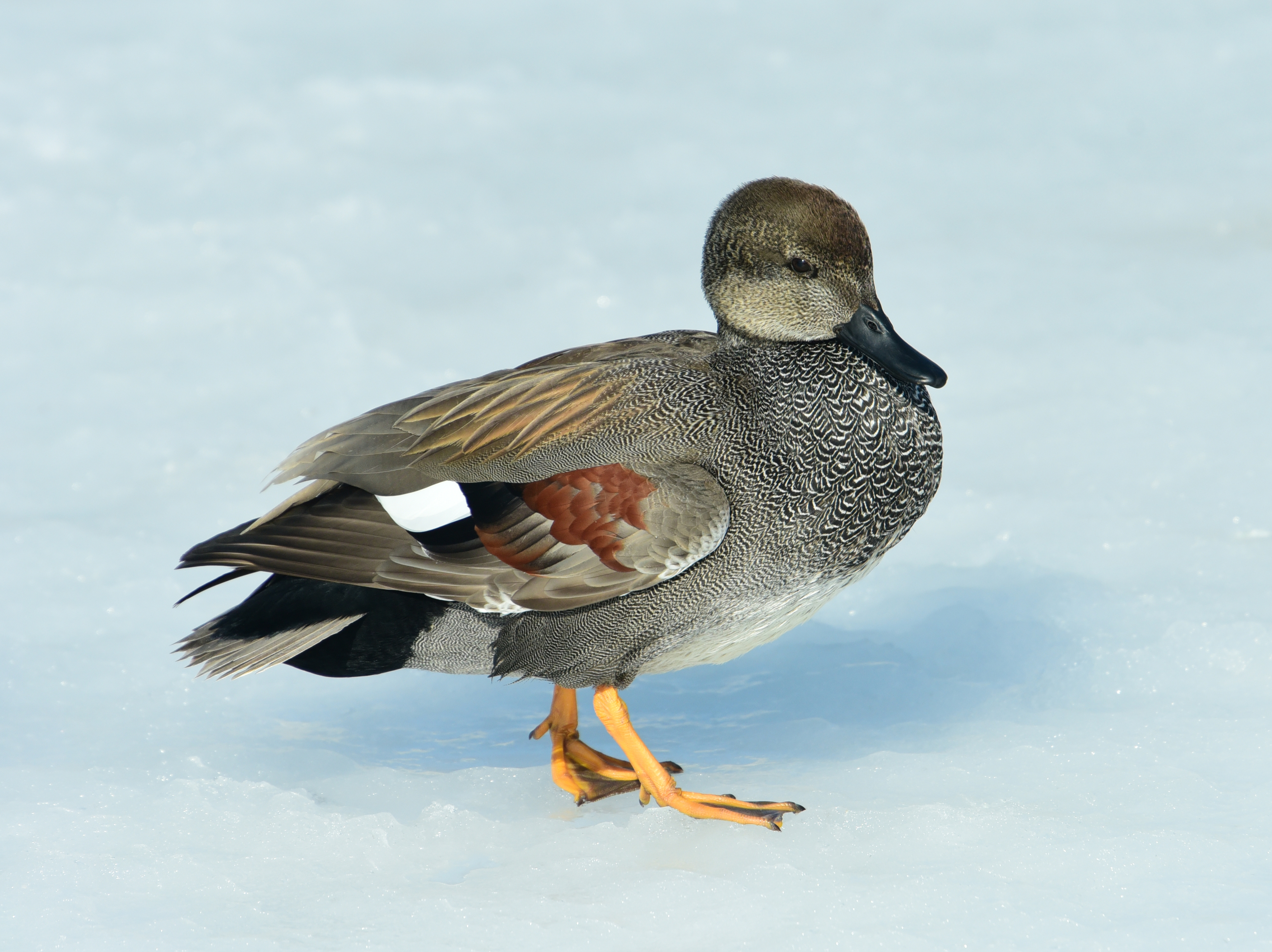
Нерозень: внутрішні махові пера білі